# Carl Toll
Carl Toll var en russisk greve og diplomat.
14. september 1882 efterfulgte han baron Artur Morengejm som russisk gesandt i København. 14. februar 1893 blev han afløst af grev Mikhail Muravjov.